# Aldrey
Il termine Aldrey indica una lega d'alluminio (E-AlMgSi) così composta:
- 99 % Alluminio
- 0,5 % Magnesio
- 0,5 % Silicio

La resistenza alla trazione e quella alla corrosione sono superiori a quelle dell'alluminio puro. Il materiale ha una buona conducibilità elettrica, minore rispetto all'alluminio puro, pertanto è spesso impiegato per il trasporto dell'energia elettrica